# Danh sách tập thể được phong danh hiệu Anh hùng Lao động
Dưới đây là danh sách chưa đầy đủ của các tập thể được Nhà nước Việt Nam công nhận phong tặng danh hiệu Anh hùng Lao động.
| Đơn vị                                                    | Lĩnh vực                  | Năm được phong |
| --------------------------------------------------------- | ------------------------- | -------------- |
| Tổng công ty 789                                          |                           |                |
| Trường Đại học Bách khoa Hà Nội                           | Giáo dục - Đào tạo        | 2000           |
| Cảng Sài Gòn                                              | Kinh tế                   |                |
| Co.opmart                                                 | Kinh tế                   |                |
| Công an nhân dân (báo)                                    | Truyền thông              |                |
| Công ty cổ phần Đầu tư và xây dựng số 18                  | Kinh tế                   |                |
| Công ty Đo đạc ảnh địa hình                               | Kinh tế                   |                |
| Công ty Thông tin di động Việt Nam                        | Kinh tế                   |                |
| Công ty Truyền tải điện 1                                 | Kinh tế                   |                |
| Đài Tiếng nói Việt Nam                                    | Truyền thông              |                |
| Trường Đại học Giao thông Vận tải                         | Giáo dục - Đào tạo        |                |
| Trường Đại học Kinh tế Thành phố Hồ Chí Minh              | Giáo dục - Đào tạo        |                |
| May 10                                                    | Kinh tế                   |                |
| Quang Lộc, Can Lộc                                        | Hành chính                |                |
| Tập đoàn Viễn thông Quân đội                              | Kinh tế                   |                |
| Tân Cảng Sài Gòn                                          | Kinh tế                   | 2004, 2023     |
| Trường Đại học Kinh tế Quốc dân                           | Giáo dục - Đào tạo        |                |
| Trường Đại học Kỹ thuật Công nghiệp, Đại học Thái Nguyên  | Giáo dục - Đào tạo        |                |
| Trường Đại học Y Hà Nội                                   | Giáo dục - Đào tạo        |                |
| Trường Trung học phổ thông chuyên Lê Hồng Phong, Nam Định | Giáo dục - Đào tạo        |                |
| Trường Trung học phổ thông Yên Khánh A                    | Giáo dục - Đào tạo        | 2012           |
| Trường Trung học phổ thông Nguyễn Đình Chiểu, Mỹ Tho      | Giáo dục - Đào tạo        |                |
| Trường Đại học Vinh                                       | Giáo dục - Đào tạo        |                |
| Vũ Thắng, Kiến Xương                                      | Hành chính                |                |
| Yên Cường, Ý Yên                                          | Hành chính                |                |
| Bộ Tổng Tham mưu Quân đội nhân dân Việt Nam               |                           |                |
| Bộ Quốc phòng                                             |                           |                |
| Bệnh viện Trung ương Huế                                  | Y tế                      | 2000           |
| Trường Đại học Y Dược, Đại học Huế                        | Giáo dục - Đào tạo        | 2011           |
| Cục Bưu điện Trung ương                                   | Thông tin và Truyền thông | 2011           |
| Trường Đại học Y Dược Thái Bình                           | Giáo dục - Đào tạo        | 2015           |
| Trường Trung học phổ thông Nguyễn Đình Chiểu, Bến Tre     | Giáo dục - Đào tạo        | 2015           |
| Tập đoàn Điện lực Việt Nam                                | Điện lực                  | 2020           |
| Đại học Quốc gia Thành phố Hồ Chí Minh                    | Giáo dục - Đào tạo        | 2020           |
| Trường Đại học Y khoa Phạm Ngọc Thạch                     | Giáo dục - Đào tạo        | 2020           |
| Trường Trung học phổ thông chuyên Khoa học tự nhiên       | Giáo dục - Đào tạo        | 2020           |
| Công ty Cổ phần Chứng khoán SSI                           | Tài chính                 | 2020           |
| Ngân hàng Chính sách xã hội                               | Tài chính                 | 2020           |
| Đài Phát thanh - Truyền hình Vĩnh Long                    | Truyền thông              | 2020           |
| Tổng công ty Mạng lưới Viettel                            | Viễn thông                | 2020           |
| Bệnh viện Nhân dân 115                                    | Y tế                      | 2020           |
| Bệnh viện Phụ sản Hà Nội                                  | Y tế                      | 2020           |
| Bệnh viện Đa khoa tỉnh Thanh Hoá                          | Y tế                      | 2020           |
| Trường Đại học Y Dược Thành phố Hồ Chí Minh               | Giáo dục - Đào tạo        | 2021           |
| Nhơn Trạch, Đồng Nai                                      | Hành chính                | 2021           |
| Hoài Nhơn, Bình Định                                      | Hành chính                | 2021           |
| Cao Lãnh, Đồng Tháp                                       | Hành chính                | 2021           |
| Nhà hát Ca múa nhạc Việt Nam                              | Nghệ thuật                | 2021           |
| Kim Bảng, Hà Nam                                          | Hành chính                | 2022           |
| Ngân hàng Thương mại cổ phần Ngoại thương Việt Nam        | Tài chính                 | 2023           |
| Đảng bộ, chính quyền và nhân dân Thành phố Hồ Chí Minh    | Hành chính                | 2025           |